# سندی چیکس
ساندرا جنیفر "سندی" چیکس (به انگلیسی: Sandra Jennifer "Sandy" Cheeks) از شخصیت‌های مجموعه انیمیشنی باب‌اسفنجی شلوارمکعبی می‌باشد. او یک سنجاب است که لباس غواصی بر تن دارد و زیر آب زندگی می‌کند. کارولین لارنس صداپیشه این شخصیت است و اولین بار در قسمت "چای در خانه درختی" در ۱ مه ۱۹۹۹ ظاهر شد. سندی توسط انیماتور و زیست‌شناس دریایی استیون هیلنبرگ خلق و طراحی شد.
استقبال طرفداران از این شخصیت مثبت بوده است. همچنین اسباب‌بازی و محصولات دیگری از او ساخته شده است. او همچنین در سه فیلم سینمایی این مجموعه حضور داشته است.

## نقش در باب‌اسفنجی شلوارمکعبی
او یک سنجاب است و صدایش تا ۲۰۰۱ تا ۲۰۱۶ و ۲۰۲۰
تغییر کرده است او در سه فیلم باب اسفنجی شلوار مکعبی و باب اسفنجی بیرون از اب و باب اسفنجی در حال فرار است
که آن به باب اسفنجی کمک کند و از دختر زاده هایش مراقبت میکند

## شخصیت
سندی فوق‌العاده باهوش، دانشمند است که در بیکینی باتم زندگی می‌کند و یکی از دوستان نزدیک باب اسفنجی می‌باشد که از تگزاس به بیکینی باتم آمده تا در آنجا به اختراع بپردازد به خاطر همین لهجه جنوبی تگزاس را دارد. او در کاراته استاد است و با باب اسفنجی نیز کاراته تمرین می‌کند.او استادان کارته زیادی را به زانو درآورده و آنها را مجبور کرده کف پایش (کف پاهای برهنه اش) را ببوسند و آنها را مطیع و فرمان بردار و برده خود کرده است و او نیز استاد برده کردن جنس مذکر برای خود در تمام موجودات است او نیز نشان داده که یک بدنساز (مچ موجودات مذکر زیادی را خوابانده است)بسیار عالی، یک قهرمان سوارکاری، و دارای زور بسیار زیاد و مهارت‌های علمی فوق‌العاده‌ای و می‌تواند اختراعات پیچیده‌ای را انجام دهد. وی یک سنجاب گاو چران است و برای زندگی در زیر آب، در یک حباب زندگی می‌کند. همچنین وی دارای یک لباس مخصوص است که با آن در زیر دریا نفس می‌کشد.
از تفریحات وی می‌توان به ورزش کاراته و گاو بازی اشاره کرد.
پریسلی ویلیامز نیز در فیلم سینمایی باب اسفنجی: اسفنج در حال فرار کودکی او را صداپیشگی کرده‌است.